# The Best of Skaner cz. 2
The Best of Skaner cz. 2 – ósmy album zespołu Skaner wydany w firmie fonograficznej Green Star pod koniec 1999 roku. Płyta zawiera 12 największych przebojów tego zespołu. Jest to druga część największych hitów zespołu Skaner. Do żadnej piosenki z tego albumu nie powstał teledysk.

## Lista utworów
1. "Tacy sami 99"
2. "Weronika"
3. "Mój sen"
4. "Wesoła miłość"
5. "Julianna"
6. "Mam cię już dość"
7. "Blondi"
8. "Nie smuć się" (duet z Tia Marią)
9. "Nigdy więcej"
10. "Pokochaj mnie"
11. "Czarodziejski dywan"
12. "Zachód słońca"